# Gia Sandhu

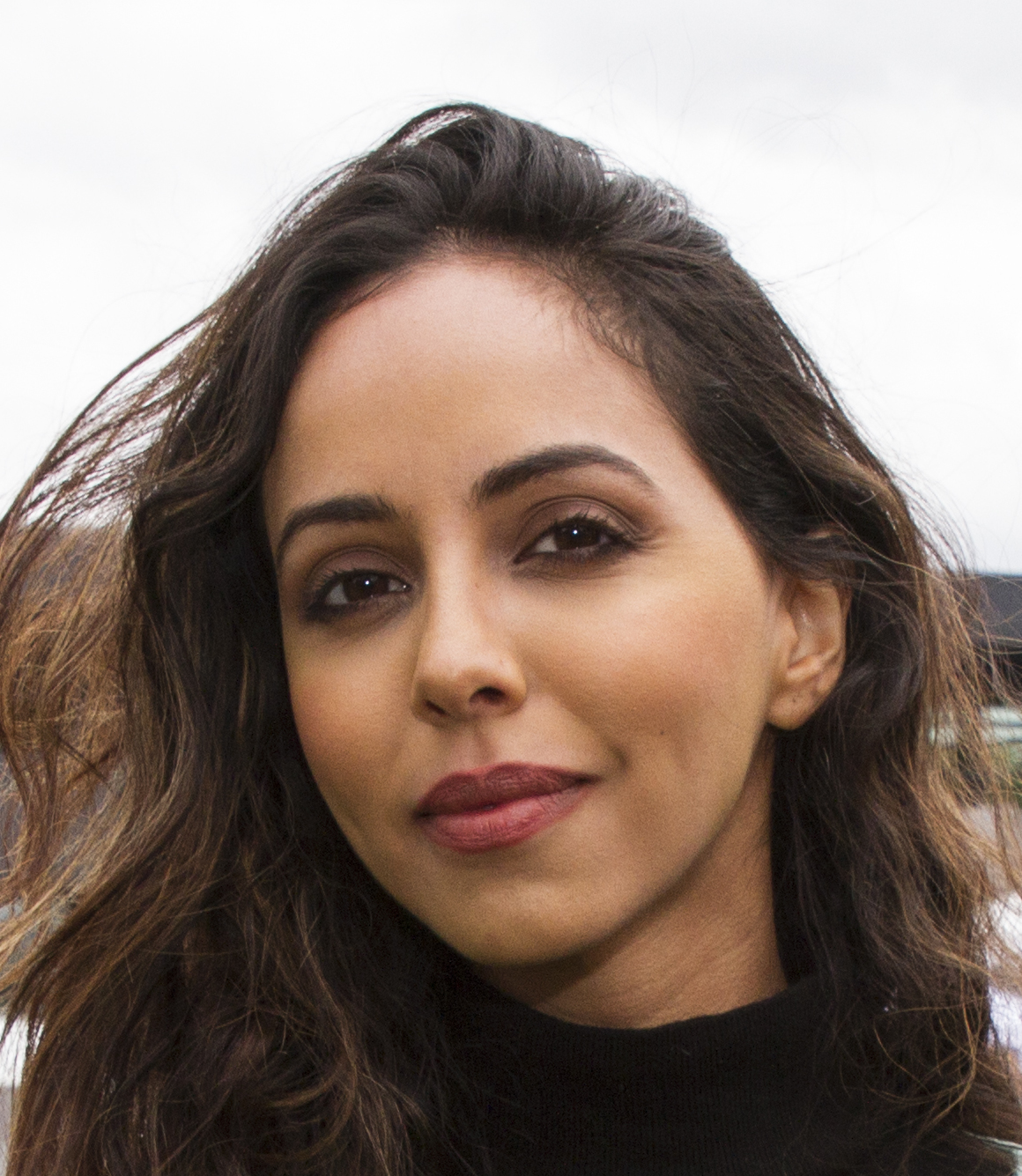
Gia Sandhu (2018)

Gia Sandhu (* 15. September 1991 in Toronto) ist eine kanadische Theater- und Filmschauspielerin.

## Leben
Sandhu wurde am 15. September 1991 in Toronto geboren, wo sie auch aufwuchs. Schon während ihrer Zeit an der High School stellte sie für sich fest, Schauspielerin werden zu wollen. Sie nahm ein Jahr lang am Theaterkunstprogramm der University of Victoria teil. Anschließend besuchte sie die National Theatre School of Canada (NTS) in Montreal. Nach ihrem Abschluss bekam sie erste Filmrollen. Später machte sie ihren Abschluss am CFC Actors' Conservatory.

## Filmografie (Auswahl)
- 2010: Bloodletting & Miraculous Cures (Mini-Fernsehserie, Episode 1x02)
- 2011: Die Sehnsucht der Falter (The Moth Diaries)
- 2011–2012: Nikita (Fernsehserie, 2 Episoden)
- 2012: Saving Hope (Fernsehserie, Episode 1x07)
- 2012: Dr. Bob’s House (Fernsehserie)
- 2015: The Time Traveler (Kurzfilm)
- 2015: Beeba Boys
- 2016: The Girlfriend Experience (Fernsehserie, Episode 1x03)
- 2017: Kim's Convenience (Fernsehserie, 3 Episoden)
- 2017: The Indian Detective (Mini-Fernsehserie, 4 Episoden)
- 2018: Frankie Drake Mysteries (Fernsehserie, Episode 1x09)
- 2018: Curry Western
- 2018: Nur ein kleiner Gefallen (A Simple Favor)
- 2018: The Greatest American Hero (Fernsehfilm)
- 2019: Let’s Go Luna! (Fernsehserie, Episode 1x12)
- 2019: Heartland – Paradies für Pferde (Heartland, Fernsehserie, 2 Episoden)
- 2019: Hudson & Rex (Fernsehserie, Episode 2x07)
- 2020: A Perfect Plan
- 2020: Canadian Film Fest Presented by Super Channel (Fernsehserie, Episode 1x03)
- 2021: The Lost Symbol (Fernsehserie, 2 Episoden)
- 2021–2022: Die geheime Benedict-Gesellschaft (The Mysterious Benedict Society, Fernsehserie, 16 Episoden)
- 2022–2024: Star Trek: Strange New Worlds (Fernsehserie, 4 Episoden)
- 2024: Kill Victoria
- 2024: Tracker (Fernsehserie, Episode 1x03)